# Terinos nympha
Terinos nympha är en fjärilsart som beskrevs av Wall 1869. Terinos nympha ingår i släktet Terinos och familjen praktfjärilar. Inga underarter finns listade i Catalogue of Life.